# Tonkaradani
Tonkaradani (とんから谷物語, Tonkaradani Monogatari) est un manga de Osamu Tezuka.

## Synopsis
Il s'agit d'un recueil de contes pour enfant.